# Tjørnuvíkar kirkja
Tjørnuvíkar Kirkja er en kirke i den færøske bygd Tjørnuvík som blev indviet den 18. oktober 1937.  Kirken er en del af Nord-Streymoy Præstegæld, Færøerne Provsti, Streymoy Syssel og Færøernes Stift
Kirken betjente tidligere også indbyggerne i Haldórsvík og Saksun, men på grund af manglende veje, blev kirken i Haldórsvík valgt til sognekirke, og kirken i Tjørnuvík blev i 1857 flyttet over fjeldet til Saksun.
Den stejle og ofte på grund af uvejr farlige sti til Haldórsvík var en af grundene til at 65 navngivne indbyggere fra Tjørnuvík i marts 1934, fremsatte et ønske til Færøernes Lagting om at få en ny kirke bygget.  
1937 opførte arkitekten H.C.W. Tórgarð kirken som en traditionel færøsk bygdekirke. Den består af et hvidt langhus i lodrette brædder med et rød bølgebliktag. Øverst på den vestlige gavl er der et mindre spir med rødt pyramidetag og kors, samt en lille udbygning. Under tagrytteren i den vestlige gavl er indgangen og på sydsiden er der 4 rektangulære vinduer plus et i den forreste del af kirken. På nordsiden er der 6 vinduer. 
Indvendig står kirken med åben tagstol, med spær ned til midten af væggene. Alterbilledet af  J. C. Beck "Jesus stiller stormen" er fra 1935. Døbefonten er et lille trebenet bord. Alterstagerne og den syvarmede lysestage er skænket kirken. Prædikestolen er enkel i træ, hvidmalet som vægbeklædningen. Orglet stammer fra Kvívíkar kirkja. Klokken er støbt i Aalborg i 1939

## Kingosang
Først omkring 1900 mistede Kingosalmerne deres dominans. For eksempel i bygden Tjørnuvík sang man i tre hundrede år næsten udelukkende Kingos salmer uden musik. Først i 1983 fik Tjørnuvíkar Kirkja et orgel. Udtrykkene "Kingosang" eller "Kingotoner" betegner den i gamle dage traditionelle salmesang i de færøske kirker, åndelig visesang ved husandagten eller vers, som man sang i forbindelse med udførelsen af fiskeri, fuglefangst, høst og ved bryllup, begravelse og andre højtider.  
Tjørnuvík har bevaret den gamle færøske tradition med at synge Thomas Kingos salmer i kirken. Grunden til at bygden har bevaret Kingosangen skyldes, at degnen i bygden Davur Emil Magnussen frem til sin død i 1957 holdt fast i traditionen.  Kingokoret fra Tjørnuvík genoptog i 1997 denne sangtradition.